# 포모제주

포모제주의 위치

포모제주(폴란드어: Województwo pomorskie) 또는 포모르스키에주는 폴란드 중북부에 위치한 주로, 주도는 그단스크이며 면적은 18,293km2, 인구는 2,201,069명(2006년 기준, 도시 인구: 1,478,802명, 농촌 인구: 722,267명), 인구 밀도는 120명/km2이다.
4개 도시군과 16개 농촌군, 123개 그미나(지방 자치체)를 관할한다. 서쪽으로는 서포모제주, 남쪽으로는 비엘코폴스카주와 쿠야비포모제주, 동쪽으로는 바르미아마주리주, 북쪽으로는 발트해와 러시아의 칼리닌그라드와 접한다.

주기
주 문장
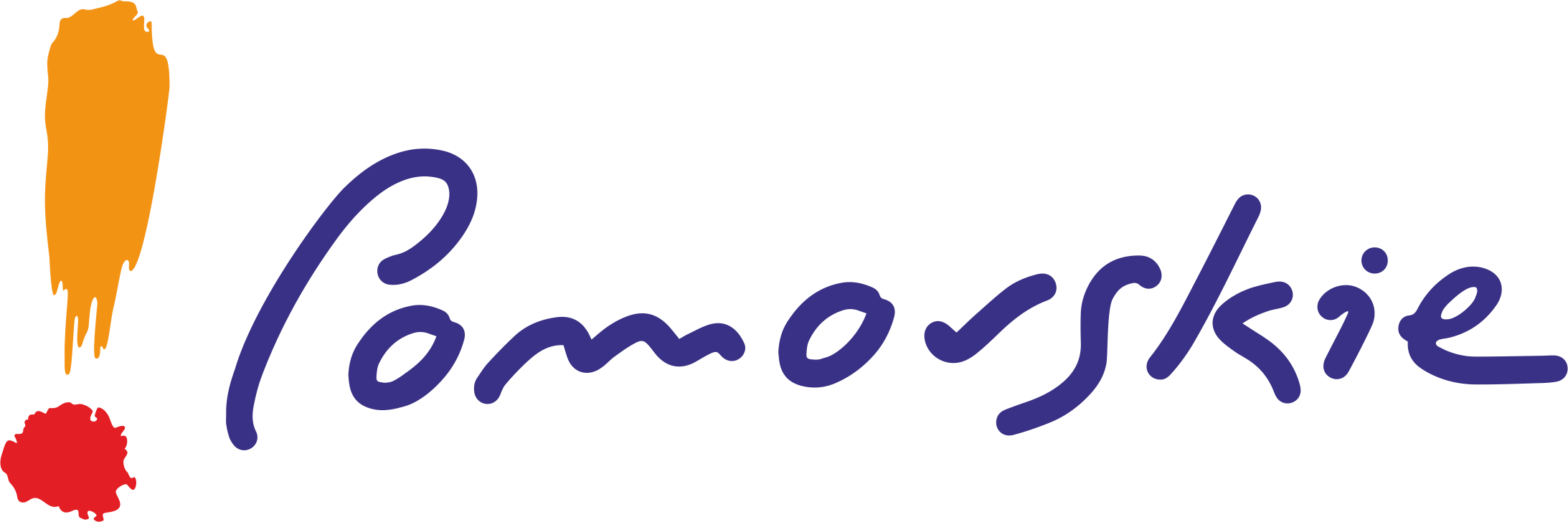
주 로고

## 행정 구역

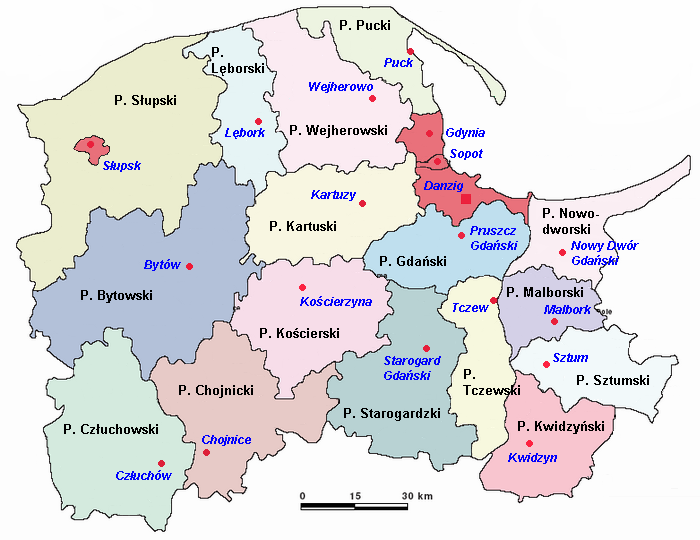
포모제주의 행정 구역

### 도시군
- 그단스크 (주도)
- 그디니아
- 스웁스크
- 소포트

### 농촌군
- 비투프군
- 호이니체군
- 치우후프군
- 그단스크군
- 카르투지군
- 코시치에지나군
- 크비진군
- 렝보르크군
- 말보르크군
- 노비드부르군
- 푸츠크군
- 스웁스크군
- 스타로가르트군
- 슈툼군
- 트체프군
- 베이헤로보군